# Эннеракт
| Эннеракт             | Эннеракт                        |
| -------------------- | ------------------------------- |
| Эннеракт             |                                 |
| Тип                  | Правильный девятимерный политоп |
| Символ Шлефли        | {4,3,3,3,3,3,3,3}               |
| 8-мерных ячеек       | 18                              |
| 7-мерных ячеек       | 144                             |
| 6-мерных ячеек       | 672                             |
| 5-мерных ячеек       | 2016                            |
| 4-мерных ячеек       | 4032                            |
| Ячеек                | 5376                            |
| Граней               | 4608                            |
| Рёбер                | 2304                            |
| Вершин               | 512                             |
| Вершинная фигура     | Правильный 8-симплекс           |
| Двойственный политоп | 9-ортоплекс                     |

Эннеракт, или 9-гиперкуб, или октадекаиоттон — это девятимерный гиперкуб, аналог куба в девятимерном пространстве. Определяется как выпуклая оболочка 512 точек {\displaystyle [\pm 1,\pm 1,\pm 1,\pm 1,\pm 1,\pm 1,\pm 1,\pm 1,\pm 1]}.

## Связанные политопы
Двойственное эннеракту тело - 9-ортоплекс, девятимерный аналог октаэдра.
Если применить к эннеракту альтернацию (удаление чередующихся вершин), можно получить однородный девятимерный многогранник, называемый полуэннеракт, который является представителем семейства полугиперкубов.

## Свойства
Если у эннеракта {\displaystyle a} — длина ребра, то существуют следующие формулы для вычисления основных характеристик тела:
9-гиперобъём:

{\displaystyle V_{9}=a^{9}}
8-гиперобъём гиперповерхности:

{\displaystyle V_{8}(hypersurface)=18a^{8}}
Радиус описанной гиперсферы:

{\displaystyle R=1,5a}
Радиус вписанной гиперсферы:

{\displaystyle r={\frac {a}{2}}}

## Состав
Эннеракт состоит из:
- 18 октерактов
- 144 гептеракта
- 672 гексеракта
- 2016 пентерактов
- 4032 тессеракта
- 5376 кубов или ячеек
- 4608 квадратов или граней
- 2304 отрезка или ребра
- 512 точек или вершин

## Визуализация
Эннеракт можно визуализировать либо параллельным, либо центральным проецированием. В первом случае обычно применяется косоугольная параллельная проекция, которая представляет собой 2 равных гиперкуба размерности n-1, один из которых может быть получен в результате параллельного переноса второго (для эннеракта это 2 октеракта), вершины которых попарно соединены. Во втором случае обычно используют диаграмму Шлегеля, которая выглядит как гиперкуб размерности n-1, вложенный в гиперкуб той же размерности, у которых вершины также попарно соединены (для эннеракта проекция представляет собой октеракт, вложенный в другой октеракт).
Также применяются и другие способы проецирования.